# Radical Face
Radical Face — псевдоним музыканта Бена Купера, 43-летнего жителя Флориды. Бен увидел название «Radical Face» (перев. Радикальное лицо) на рекламной листовке, которая впоследствии оказалась рекламой пластической операции «Radical Face-Lift» (перев. Радикальная подтяжка лица) с оторванным словом "Lift".
16 ноября 2010 Radical Face выпустил мини-альбом «Touch The Sky», состоящий из шести треков, который служил в качестве «закуски» для трилогии альбомов под названием «Family Tree». Первый альбом «The Roots» должен был выйти в свет 4 октября 2011 года. Но уже в августе из-за ошибки администрации онлайн-магазина iTunes Store был доступен для пользователей из ряда стран.

## История
Бен Купер вырос в Джексонвилле (штат Флорида). В 16 лет вместе со своим другом детства начал заниматься музыкой. В 2002 Купер записал несколько песен с Кори Лупом. В это время Купер взял себе псевдоним Radical Face для альбома The Junkyard Chandelier, который так и не вышел в свет официально.
В 2003 Купер и Алекс Кейн основали дуэт Radical Face Versus Phalex Sledgehammer и записали совместно три альбома. Позже они взяли название Electric President и в 2005 году подписали контракт с берлинским лейблом Morr Music.  В 2006 году Купер взялся за свой сольный проект Radical Face, в котором он сосредоточился на классической схеме автор-исполнитель. В его песнях можно услышать такие музыкальные инструменты, как гитара, фортепиано, банджо, баян и ударная установка.

## Релизы

### The Junkyard Chandelier (2003)
Первый альбом Бена Купера, в котором он использовал псевдоним Radical Face. Официально альбом никогда не выходил, но до сих пор доступен для бесплатного скачивания в Интернете.
Трек-лист
1. "Stitches In My Side" — 3:27
2. "The Scarecrows Are Marching" — 4:51
3. "Martyr" — 3:47
4. "Confidants And Fish Hooks" — 4:59
5. "Fog In The House Of Lightbulbs" — 6:38
6. "Junkyard Chandelier" — 6:19
7. "Pockets Full Of Ink" — 5:20
8. "Runs In The Sidewalk" — 5:36
9. "Paper Birds" — 4:25
10. "Chewing Bottles" — 5:14
11. "Burning Bridges" — 3:13

### Ghost (2007)
Трек-лист
1. "Asleep On A Train" — 2:00
2. "Welcome Home" — 4:45
3. "Let The River In" — 5:05
4. "Glory" — 6:14
5. "The Strangest Things" — 4:25
6. "Wrapped In Piano Strings" — 3:37
7. "Along The Road" — 4:13
8. "Haunted" — 4:43
9. "Winter Is Coming" — 4:20
10. "Sleepwalking" — 4:43
11. "Homesick" — 3:39

### Touch The Sky EP (2010)
Touch The Sky - мини-альбом, выпущенный в 2010 для заполнения пробела между трилогиями Ghost и Family Tree
Трек-лист
1. "Welcome Home (EP Version) — 4:47
2. "Glory (Acoustic)" — 4:34
3. "Doorways" — 3:00
4. "A Little Hell" — 2:13
5. "The Deserter's Song" — 4:55
6. "Welcome Home (Reprise)" — 2:29

### The Bastards: Volume One (2011)
Данный EP был выпущен 19 августа 2011. Доступен для бесплатного скачивания на официальном сайте Radical Face. 
Трек-лист
1. "All Is Well (It's Only Blood) — 2:45
2. "All Is Well (Goodbye, Goodbye)" — 4:05
3. "We're On Our Way" — 4:08

### The Family Tree: The Roots (2011)
Альбом был выпущен в октябре 2011. Является первым альбомом проекта "Family Tree", который повествует о поколениях вымышленной семьи Норскотс. 
Трек-лист
1. "Names" — 1:15
2. "A Pound of Flesh" — 3:35
3. "Family Portrait" — 4:40
4. "Black Eyes" — 4:44
5. "Severus and Stone" — 4:28
6. "The Moon Is Down" — 3:18
7. "Ghost Towns" — 3:54
8. "Kin" — 4:04
9. "The Dead Waltz" — 5:23
10. "Always Gold" — 5:56
11. "Mountains" — 4:51

### The Family Tree: The Branches (2013)
17 ноября 2010 Бен Купер объявил, что его следующий альбом трилогии "Family Tree" будет называться The Family Tree: The Branches. 18 мая 2013 он написал на своем веб-сайте: "Запись выйдет осенью (вероятно, в начале октября).
18 июля того же года в блоге на сайте Бен заявил, что работа над альбомом закончена, и уточнил дату релиза (октябрь 2013).
В сентябре появилась информация о том, что The Branches будет выпущен 22 октября в Америке и 15 ноября в Европе.
Трек-лист
1. "Gray Skies" — 0:43
2. "Holy Branches" — 3:38
3. "The Mute" — 3:56
4. "Reminders" — 3:34
5. "Summer Skeletons" — 4:51
6. "The Crooked Kind" — 4:39
7. "Chains" — 2:11
8. "Letters Home" — 4:12
9. "From The Mouth Of An Injured Head" — 4:04
10. "Southern Snow" — 3:21
11. "The Gilded Hand" — 6:15
12. "We All Go The Same" — 3:31

### The Bastards: Volume Two (2013)
Трек-лист
1. "Second Family Portrait" — 4:55
2. "West" — 4:50
3. "Letters Home — Aftermath" — 1:18

### Clone
В июле 2014 Бен Купер объявил, что Clone вместо CD-релиза будет выпущен только в цифровом формате, а также в виде USB флэш-накопителя с лазерной гравировкой.
Трек-лист
1. "The Laboratory" — 9:04
2. "The Fields" — 10:59
3. "The City, Daytime" — 10:08
4. "The City, Night Time, Part 1" — 10:32
5. "The City, Night Time, Part 2" — 10:56
6. "The Ocean" — 8:28

### The Bastards: Volume Three (2014)
Трек-лист
1. "Sisters" — 3:49
2. "Baptisms" — 2:56
3. "Nightclothes" — 6:54

### The Bastards: Volume Four
Трек-лист
1. "Servants and Kings" — 4:29
2. "Small Hands" — 3:08

### The Family Tree: The Leaves (2016)
Трек-лист
1. Secrets (Cellar Door) — 4:25
2. Rivers in the Dust — 5:45
3. Everything Costs — 3:41
4. Midnight — 3:09
5. The Ship in Port — 3:43
6. Photograph — 2:24
7. Third Family Portrait — 3:44
8. The Road to Nowhere — 4:46
9. Old Gemini — 4:15
10. Bad Blood — 4:50

### SunnMoonEclipse EP (2017)
Первый альбом в который вошла только одна песня, состоящая из трёх.
Трек-лист
1. SunnMoonEclipse — 16:12

## Дискография

### Альбомы
- 2003: The Junkyard Chandelier
- 2007: Ghost
- 2011: The Family Tree: The Roots
- 2013: The Family Tree: The Branches
- 2016: The Family Tree: The Leaves

### Мини-альбомы
- 2010: Touch The Sky EP
- 2011: The Bastards — Volume One EP
- 2012: Always Gold EP
- 2013: The Bastards — Volume Two EP
- 2014: The Bastards — Volume Three EP

### Синглы
| Год  | Название     | Чарты | Чарты | Чарты | Сертификация | Альбом |
| Год  | Название     | FR    | NED   | SWI   | Сертификация | Альбом |
| ---- | ------------ | ----- | ----- | ----- | ------------ | ------ |
| 2011 | Welcome Home | 83    | 24    | 38    |              | Ghost  |

### Клипы
| Год  | Песня            | Альбом                        |
| ---- | ---------------- | ----------------------------- |
| 2007 | Welcome Home     | Ghost                         |
| 2010 | Doorways         | Touch The Sky EP              |
| 2012 | A Pound of Flesh | The Family Tree: The Roots    |
| 2012 | We’re On Our Way | The Bastards — Volume One EP  |
| 2012 | Always Gold      | The Family Tree: The Roots    |
| 2013 | Holy Branches    | The Family Tree: The Branches |
| 2014 | The Mute         | The Family Tree: The Branches |
| 2016 | Everything Costs | The Family Tree: The Leaves   |